# Basecamp (ソフトウェア)
Basecampは、37signalsにより開発されたウェブベースのプロジェクトマネジメントツールである。Ruby on Railsで実装されている。

## 特徴
根本的な特徴は以下。
- todoリスト
- ホワイトボード
- マイルストーン管理
- メッセージ機能
- ファイル共有
- キャンプファイアインテグレーション
- タイムトラッキング